# Gatzanis Verlag
Der Stuttgarter Gatzanis-Verlag publiziert populärwissenschaftliche Sachbücher über Liebe, Sexualität und Partnerschaft. Sie bilden seit Gründung die Themenfelder des Verlagsprogramms. Dazu gekommen sind „Literarische Kostbarkeiten“ aus anderen Themenbereichen. 2014 konzipierte Jolanta Gatzanis die Buchreihe „G:sichtet“, eine Kunstbuchreihe, die sich der Kunst, den Künstlern und Kunstschaffenden aus Stuttgart und der Region widmet. Im Jahr 2000 ist außerdem der europaweite Dienstleistungsbereich „PR Services“ hinzugekommen.

## Geschichte
Jolanta Gatzanis (* 1961) gründete 1995 die Gatzanis Verlags-GmbH. Derzeit gibt es insgesamt 23 lieferbare Titel von 30 Autoren. Pro Jahr erscheinen im Gatzanis Verlag zwei bis drei neue Titel. Während der ersten Verlagsjahre baute Jolanta Gatzanis zusätzlich den Dienstleistungsbereich „PR-Services“ aus, in dem sie für Unternehmen und Persönlichkeiten aus verschiedenen Branchen seit 2000 internationale PR betreibt.

## Verlagsprogramm
Das Verlagsprogramm ist durch drei Themenbereiche geprägt: Liebe & Lust, Specials & Exoten sowie Kunst & Kultur. Zu den „literarischen Kostbarkeiten“ zählen Bücher wie „Lilo & Lotte“ und die Sketchsammlungen von Teflon Fonfara mit „Frau Kächele & Frau Peters“. In der Kunstbuchreihe G:sichtet sind bisher zwei Bände erschienen, „G:sichtet 1 humaNature“ von Herausgeberin Nicole Carina Fritz (2014) und „G:sichtet 2“, KUNST SAMMELN von Holle Nann und Fotograf Frank Paul Kistner (2015). Zu den bekanntesten Titeln des Gatzanis Verlags gehören das Begleitbuch zu Andreas Dresens preisgekrönten Film „Wolke 9“.